# Union douanière de l'Union eurasiatique
L’union douanière de l'Union eurasiatique est constituée des États membres de l'Union eurasiatique: la Russie, la Biélorussie, le Kazakhstan, l'Arménie et le Kirghizistan.
Elle constitue la première étape en vue de créer une alliance économique similaire à l'Union européenne entre les États de l'ex-Union soviétique constituant aujourd'hui la Communauté des États indépendants. Les membres prévoyaient de continuer l'intégration économique et de supprimer tous les droits de douane entre eux avant fin juillet 2011. Le 19 novembre 2011, les États membres établirent une commission pour encourager des liens économiques plus importants en planifiant la création d'une Union eurasiatique en 2015,. Depuis le 1er janvier 2012, les trois États sont passés à la seconde étape du processus d'intégration en formant l'Espace économique commun, combinant l'Union douanière et la Zone de libre-échange. 
L'Arménie, le Vietnam et le Kirghizistan envisagent eux l'adhésion à l'Union. Les électeurs de Gagaouzie, district autonome de Moldavie se sont également prononcée par référendum pour une adhésion (alors que le gouvernement de Chișinău souhaite un rapprochement avec l’Union européenne).
L’Arménie a officiellement adhéré à l’Union économique eurasiatique (UEE) le 2 janvier 2015, au lendemain de son entrée en vigueur.

## États participant à l'EEU

### États adhérents et fondateurs à l’EEU dès 2010
- Biélorussie ;
- Kazakhstan ;
- Russie

### États ayant adhéré à l'EEU depuis 2014
- Arménie  adhésion le 10 octobre 2014, entrée en vigueur le 2 janvier 2015.
- Kirghizistan adhésion le 8 mars 2015

## Origines du processus d'intégration
En 2003, un accord avait été signé sur la création d'un espace économique commun à la Russie, la Biélorussie, l’Ukraine et le Kazakhstan.
Depuis 2006, le projet d’une « Union douanière » a pris de plus en plus d’ampleur jusqu'à bientôt se réaliser. Au départ, la « Zone de libre échange » et « l’Union douanière » étaient destinées à la Russie, à la Biélorussie, à Kazakhstan et à l’Ukraine.
En effet, en juin 2006, la préparation de 38 documents relatifs à la formation de « l’Espace économique unique » (EEU), rassemblant la « Zone de libre échange » et « l’Union douanière », est achevée. Cependant, l’Ukraine ne semble pas avancer dans les discussions. Les accords furent mis en place au début de 2008. Ces accords jettent les bases de la création d'un régime unique de commerce de la Russie, de la Biélorussie et du Kazakhstan avec les pays tiers.

## Tarif douanier unique
Le tarif douanier unique entrera en vigueur à compter du 1er janvier 2010.« Le tarif a déjà été entièrement concerté, mais une période transitoire de trois ans sera instituée pour les groupes de produits particulièrement sensibles. Durant cette période, un tarif intérieur sera en vigueur dans chaque pays. D’ici le 1er juillet 2011, il est prévu de déplacer tout le contrôle douanier à la frontière extérieure de l’Union. Les frontières douanières intérieures n’existeront plus », a déclaré le premier vice-premier ministre russe Igor Chouvalov.

## Sources
- (en) Cet article est partiellement ou en totalité issu de l’article de Wikipédia en anglais intitulé « Customs Union of Belarus, Kazakhstan, and Russia » (voir la liste des auteurs).

## Compléments